# Sal de Fremy
La sal de Fremy fue sintetizada por primera vez por Edmond Frémy (1814-1894), su nombre formal es nitrodisulfonato de potasio y su fórmula química es {\displaystyle {\ce {K4[ON(SO3)2]2}}}; la expresión "sal de Fremy" se refiere también al  {\displaystyle {\ce {Na2ON(SO3)2}}}(nitrodisulfonato de sodio). Según la fórmula química y la estructura, la sal de Fremy es un dímero del radical iónico {\displaystyle {\ce {K2ON(SO3)2}}}.

## Aplicaciones
La sal de Fremy es un reactivo comercial que ha sido usado como estándar en la medición de espectroscopía RSE (resonancia de espı́n electrónico). 
Debido a que la Sal de Fremy  es un radical con una vida media relativamente larga, ha sido usada como estándar en la determinación de espectros RSE (resonancia de espín electrónico); también es usada como modelo de radicales peroxilo en estudios que analizan el mecanismo de acción antioxidante de un gran número de sustancias de origen natural. Otra aplicación para esta sustancia, es en la síntesis de metabolitos que pueden unirse al ADN.
El anión {\displaystyle {\ce {[ON(SO3)2]^{2-}}}}es uno de los pocos radicales libres pequeños inorgánicos estables, como {\displaystyle {\ce {NO_{(g)}}}}, {\displaystyle {\ce {NO2_{(g)}}}}, {\displaystyle {\ce {O2^{-}}}}, {\displaystyle {\ce {CN_{(g)}}}} y {\displaystyle {\ce {ClO2_{(g)}}}},  donde todas las especies tienen propiedades paramagnéticas, y algunas de ellas, son coloreadas y pueden ser muy reactivas.
A diferencia de las otras especies radicales inorgánicas mencionadas anteriormente, la sal de Fremy solo se estudia en fases condensadas; las soluciones de la sal por ejemplo, son sensibles a la luz; bajo radiación, el ion {\displaystyle {\ce {[ON(SO3)2]^{2-}}}} se descompone en {\displaystyle {\ce {HNO2}}} y {\displaystyle {\ce {HON(SO3)2^{2-}}}}.
Además, gracias a su fuerte capacidad oxidante, este compuesto es utilizado en síntesis orgánica, principalmente en reacciones de oxidación regioselectivas de anilinas y fenoles aromáticos a quinonas.

## Preparación
La sal de Fremy es un reactivo comercial, sin embargo esta puede ser preparada por la adición de nitrito de sodio a bisulfito de sodio, de esto resulta la formación del hidroxilamindisulfonato, seguido de una oxidación en medio básico y a temperaturas menores a los 10 °C.
La secuencia de reacciones de la formación de la sal son las siguientes:
{\displaystyle {\ce {HNO2 + 2NaHSO3 <=> HON(SO3)2^2- + 2Na^+ + H2O}}}
{\displaystyle {\ce {HON(SO3)2^2- + KMnO4 <=> [ON(SO3)2]^2- + MnO2 + 2H2O}}}
{\displaystyle {\ce {2[ON(SO3)2]^2- + 4KCl <=> K4[ON(SO3)2]2_{(s)}+ 4Cl^-}}}
En estado sólido, el nitrodisulfonato de potasio puede presentar dos estructuras cristalinas (monoclínica o triclínica) y su dependerá de que la forma en la que se encuentre. En disolución acuosa, la sal de Fremy presenta una coloración púrpura.